# Музей на тютюна (Кавала)
Музеят на тютюна (на гръцки: Μουσείο Καπνού) е музей в град Кавала, Гърция.

## История
Тютюнопроизводството е един от основните поминъци в Кавала в края на XIX – началото на XX век. В 1996 година е организирана изложба „Кавала, тютюнев град вчера“. През 2002 година изложбата прераства в музей.